# Red Rose Girls

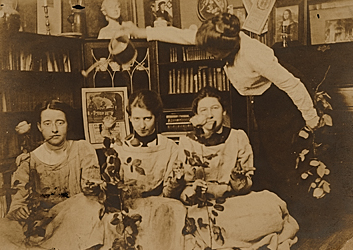
Red Rose Girls: Violet Oakley, Jesse Willcox Smith y Elizabeth Shippen Green (con Henrietta Cozens).

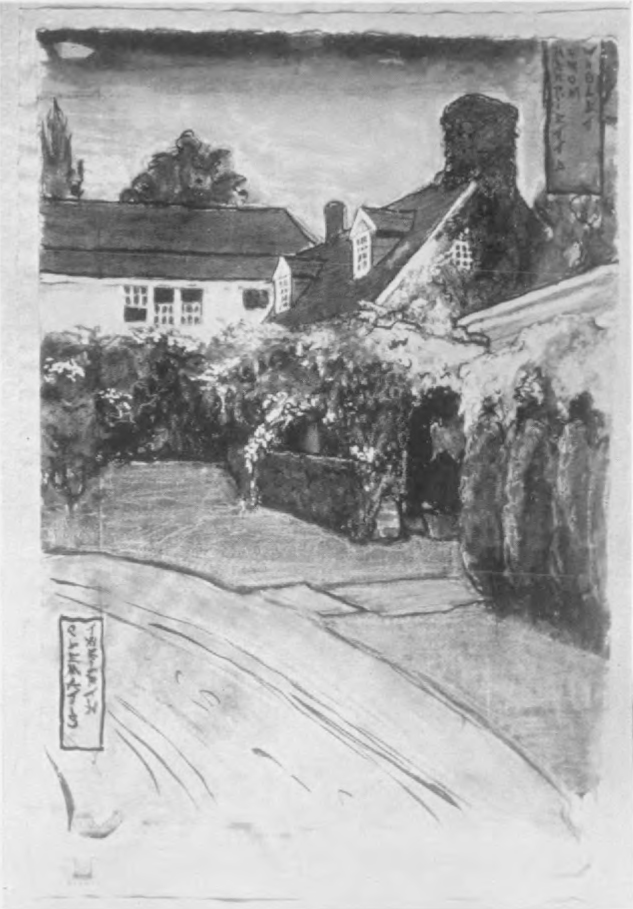
La rosa roja de Violet Oakley

Las Red Rose Girls fueron un grupo de mujeres artistas de Filadelfia, Pensilvania, activas a principios del siglo XX. El trabajo de las tres artistas que componían el grupo, Violet Oakley, Jessie Willcox Smith y Elizabeth Shippen Green, fue apoyado por Henrietta Cozens, quien se ocupó de administrar la comunidad.
Howard Pyle, las nombró como Red Rose Girls y fue quien les dio su primera clase de ilustración en el Instituto Drexel. Muy activas y con un gran éxito  fueron ejemplo del estilo artístico conocido comorealismo romántico. Ayudaron a que Filadelfia fuera considerado el epicentro nacional de la ilustración de libros y revistas. Su estilo de vida poco convencional como un grupo de artistas jóvenes que vivían juntas recibió críticas en ese momento, pero contribuyó a  demostrar que las mujeres podían convertirse en artistas profesionales de éxito y sirvieron de modelo para las generaciones posteriores.

## Grupo de mujeres jóvenes artistas
La decisión de las tres jóvenes de vivir juntas en el suburbio de Filadelfia fue un acto audaz en la década de 1910, consistente con el ideal feminista de la " Mujer Nueva ". La creación de un grupo  para el apoyo mutuo fue en parte por la opinión de Howard Pyle de que una vez que una mujer se casaba "era su final" en su vida profesional. Pyle no era el único que hablaba sobre la dificultad a la que se enfrentaban las artistas para compaginar los compromisos familiares y profesionales. Anna Lea Merritt, miembro de The Plastic Club, escribió en Lippincott's Magazine que "el principal obstáculo para el éxito de una mujer es que nunca podrá tener una esposa... Es sumamente difícil ser un artista sin esta ayuda para ahorrar tiempo ".
Alice Carter, autora de The Red Rose Girls: An Uncommon Story of Art and Love, describe su trabajo y sus relaciones. Las actividades de Henrietta Cozens, quien asumió el papel de "esposa" en la gestión diaria del hogar, fueron fundamentales y reconocidas por las demás componentes del grupo. A lo largo de sus años juntas, las cuatro mujeres formaron lazos íntimos de amistad y amor, enriqueciendo su vida profesional al compartir ideas e inspiración. El grupo se disolvió en 1911 tras el matrimonio de Elizabeth Shippen Green.

## Carreras profesionales
Sus trabajos alcanzaron un gran éxito. Oakley comenzó como ilustradora aunque después se dedicó a murales y trabajos en vidrieras. Smith y Green fueron ilustradoras prolíficas de gran éxito en libros y publicaciones periódicas para niños como Collier's, Scribner's Magazine y Harper's Magazine.

## Exposiciones
Una exposición de su trabajo se llevó a cabo en el Norman Rockwell Museum desde el 8 de noviembre de 2003 al 31 de mayo de 2004.
También obras suyas fueron expuestas en la muestra de acuarela estadounidense celebrada en el Museo de Arte de Filadelfia en 2017.

## Galería de imágenes

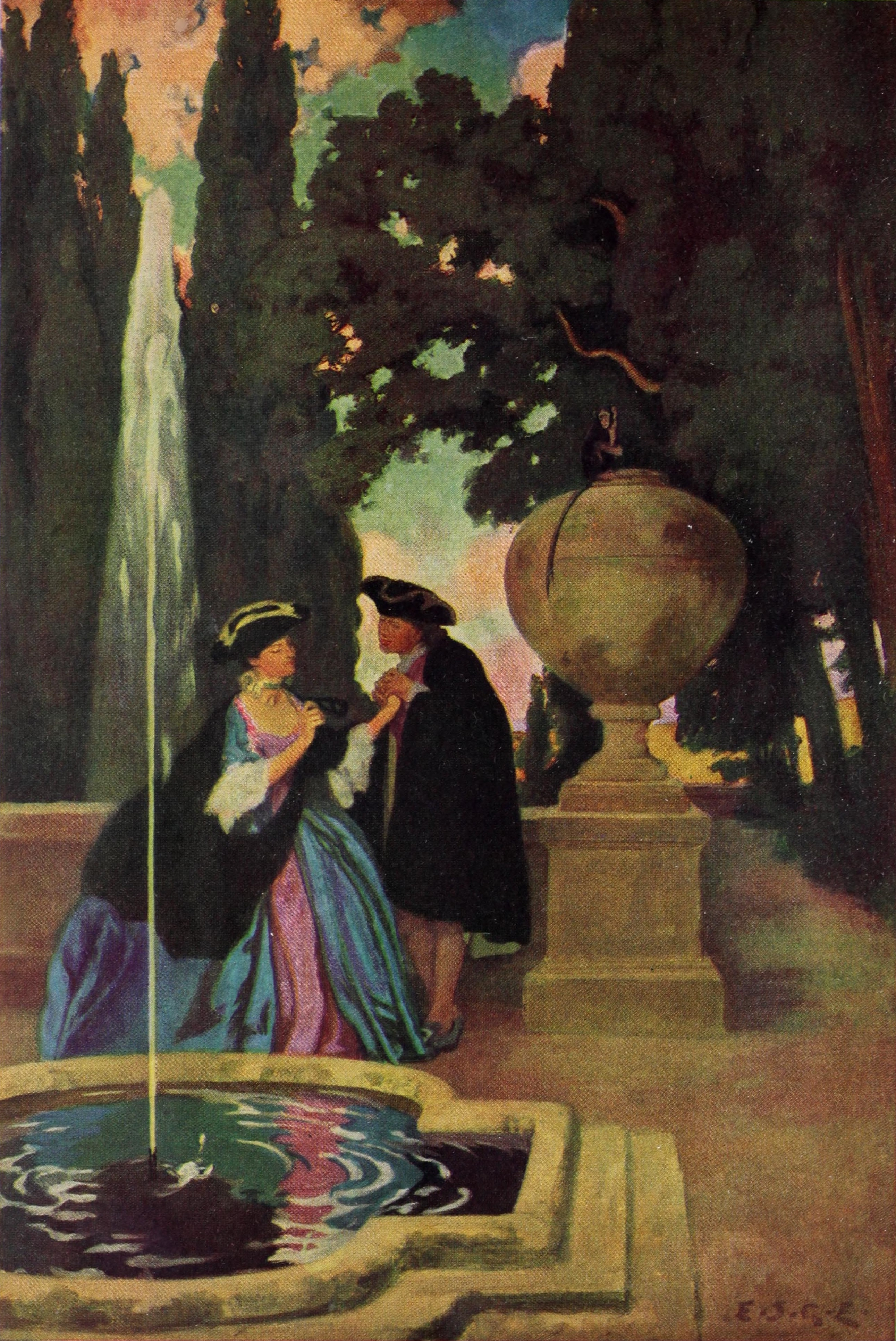
Septiembre de 1922 Portada de Harper's Magazine por Elizabeth Shippen Green
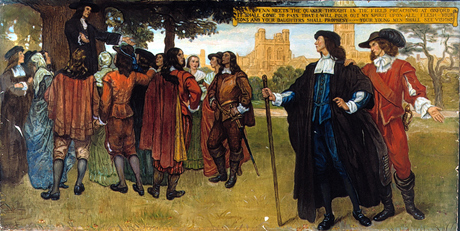
Penn meets the Quaker. mural del edificio del Capitolio en Harrisburg por Violet Oakley
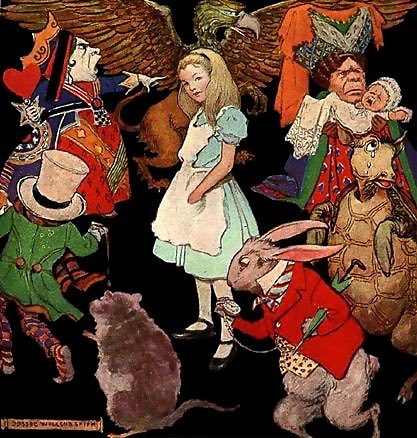
De la portada del libro de Nora Archibald Smith Boys and Girls of Bookland (1923), ilustrado por Jessie Willcox Smith